# 宛城区
宛城区（えんじょう-く）は中華人民共和国河南省南陽市に位置する市轄区。

## 行政区画
- 街道:東関街道、新華街道、漢冶街道、仲景街道、赤虎街道、五里堡街道
- 鎮:官荘鎮、瓦店鎮、紅泥湾鎮、黄台崗鎮、金華鎮、高廟鎮
- 郷:溧河郷、漢冢郷、茶庵郷